# Zona económica exclusiva de Francia
Francia tiene, debido a sus departamentos y regiones de ultramar que están dispersos en todos los océanos de la Tierra, la segunda zona económica exclusiva más grande del mundo. La ZEE total de Francia es de 10 186 624 km2. Cubre aproximadamente el 7 % de la superficie de todas las ZEE del mundo, mientras que la República Francesa sólo ocupa el 0,45 % de la superficie terrestre mundial.

## Geografía
Las aguas de Mónaco son enclaves de la ZEE francesa. La situación es más confusa en el caso de las Islas del Canal. Algunos mapas muestran que la ZEE está enclavada en la ZEE francesa, mientras que otros muestran que la ZEE de Guernsey se extiende hasta la frontera con la ZEE del Reino Unido.
Excepto la Francia continental y los departamentos o colectividades de ultramar (Guadalupe, Guayana, Martinica, Mayotte, Reunión y San Martín), ninguno de los territorios que figuran a continuación, y por tanto su ZEE, forma parte de las regiones ultraperiféricas de la Unión Europea.
| ZEE                                   | Área del ZEE (km2) | Representación |
| ------------------------------------- | ------------------ | -------------- |
| Francia metropolitana                 | 371 096            |                |
| San Pedro y Miquelón                  | 12 387             |                |
| Guadalupe y Martinica                 | 138 440            |                |
| San Bartolomé y San Martín            | 5 202              |                |
| Guayana Francesa                      | 131 506            |                |
| Reunión                               | 317 356            |                |
| Mayotte                               | 69 238             |                |
| Islas Dispersas del Océano Índico     | 634 853            |                |
| Islas Crozet                          | 572 919            |                |
| Islas Kerguelen                       | 565 723            |                |
| Isla de San Pablo y Isla de Ámsterdam | 510 699            |                |
| Nueva Caledonia                       | 1 364 591          |                |
| Wallis y Futuna                       | 262 563            |                |
| Polinesia Francesa                    | 4 793 620          |                |
| Isla Clipperton                       | 436 431            |                |
| Total                                 | 10 186 624         |                |

## Disputas
- Francia reclama una parte de la ZEE de Canadá en San Pedro y Miquelón, basándose en una nueva definición de la plataforma continental y la zona económica exclusiva entre ambos países. San Pedro y Miquelón está totalmente rodeado por la ZEE de Canadá.
- Mauricio reclama la soberanía sobre Tromelin, aunque no se menciona en la lista del artículo 8 del Tratado de París de 1814. Se administra como parte de las Tierras Australes y Antárticas Francesas.[4]